# نووآپتیکوو
نووآپتیکوو (انگلیسی: Novoaptikovo) یک شهرک در شهرستان ایشیمبایسکی استان باشقیرستان کشور روسیه است.